# 解剖学

Mondino dei Liuzzi, Anathomia, 1541

解剖学（かいぼうがく、英: anatomy）とは、広い意味で生物体の正常な形態と構造とを研究する分野である。形態学の1つ。近年では人間に似せたロボットへの応用も進んでいる。

## 概要
研究対象により、植物解剖学と動物解剖学とに分けられるが、医学における解剖学は後者の一部をなす人体解剖学 (human anatomy e., Menschenanatomie d.) である。人体解剖学は、ヒトのからだ（身体）のつくりや形について学ぶ学問である。
構造を明らかにするためには、外部のみではなく内部を細かく分けて研究しなければならない。anatomyとは、(ana) 相互にあるいは下から上に (tomia) 切るという意味であり、まさに解きわける（剖）と言うことである。『生命形態の自然誌』によると、解剖とは「解」も「剖」も共に刀で切る象形であり、anatomia etc の欧語は古代ギリシャ語の ana-temnein(ana:up,temno:cut)=cut up（切り尽くす）に由来する。

## 種類・下位分類
解剖学の種類について言及する時、まず人体に関心を絞ったうえで研究手法による分類法（下で解説）がいきなり持ち出されることが一般的ではあるが、そうではなく解剖学全体に視野を広げて、また生物全体に視野を広げて動物解剖学、植物解剖学という分類が行われることもある（生物学的な俯瞰のしかた、学問全体に関する俯瞰）。
この場合、人体解剖学は動物解剖学の一分野と位置づけられる。
また美術（芸術）で活用するための解剖学的知識を集積した美術解剖学という下位分類もある。

### 研究方法による解剖学の分類
肉眼解剖学
肉眼あるいはルーペ程度の拡大による観察で調べられる範囲で、対象の形態、構造を記述する学問。日本では1771年に前野良沢・杉田玄白・中川淳庵・桂川甫周らが江戸の小塚原刑場で腑分けを見学したことが有名である。肉眼解剖学はその意義・性質上、それまでの通念が覆されたり、過去の記述が時代遅れになる、といったことがあまりない点で、現代科学においては学問としては特殊な性質を持っている。現在は医師、歯科医師の養成課程ではヒトの肉眼解剖学が、獣医師のそれでは多種の動物を対象にした肉眼解剖学が、それぞれ専門課程の初期段階で必須項目とされる。解剖実習と称して、ピンセット、メス、はさみ、ノコギリなどを使い、遺体の諸構造（筋、骨、血管、神経、内臓など）を剖出（ぼうしゅつ）し、観察・記録する。
顕微解剖学（組織学）
肉眼では観察できない微細な構造について、顕微鏡を駆使して調べ、構造を記載する学問。各器官（臓器）内の構造の特徴を、それを構成する細胞のレベルまで、あるいは細胞内小器官のレベルまで解明するもの。便宜上「組織学」の名で解剖学とは別の分野として扱われることが多い。
比較解剖学
複数の生物種の構造を比較することから、それらに共通する一般的で重要な事項を考察する学問。生物学では形態面での進化の経路を構築する上で重要な手段となるし、獣医学ではそれぞれの種での差が重要となってくる。一般に比較解剖学の名で呼ばれるのは、生物学における18世紀から19世紀半ばころの流れをさす。

## 医学における解剖の種類
医学の現場では、目的が異なるいくつかの解剖が行われる。

### 正常構造の教育・研究のための解剖
肉眼解剖学に相当し、特に系統解剖学と呼ばれる。系統は全身の意である。主に学生の教育のために、大学医学部、歯学部、防衛医科大学校の解剖学の教育担当者の指導の下に行われる。解剖に用いる遺体は、日本ではそのほとんどすべてが献体制度により、本人の遺志および遺族の同意に基づいて提供された遺体が用いられている。遺体は、ホルマリン、アルコール等により、あらかじめ固定・防腐処理されており、学生は数週間～数ヶ月をかけて解剖実習を行う。解剖実習の目的は、骨・筋肉・内臓・神経などの各名称や場所を知ることだけでなく、それぞれの組織や器官がどのような機能や働きを行うかを知り、将来的に人の病気やケガを治療できる医師を育てるためである。大学では1年生か2年生から解剖実習がある大学も多いが、実習中に嘔吐や気絶など引き起こす者も少なくない。

#### 系統解剖学の分類
- 骨学 (英osteology, 羅osteologia)
- 靭帯学 (英syndesmology, 羅syndesmologia)
- 筋学 (英myology, 羅myologia)
- 内臓学 (英splanchnology, 羅splanchnologia)
- 感覚器学 (英aesthesiology, 羅aesthesiologia)
- 脈管学 (英angiology, 羅angiologia)
- 神経解剖学 (英neuroanatomy, 羅)

### 病理所見取得のための解剖
いわゆる病理解剖。病院で死亡した患者について、その死亡原因が不明である場合や施した治療の効果を判定する必要がある場合などに、病院の病理学の知識を持った専門医師（病理医）によって行われる。遺族の同意に基づいて行われる。主に大学病院や、先端医療を行う研究機関としての役割・教育研修機関として（日本では臨床研修指定病院や日本内科学会など各種学会の教育施設として）の役割も併せ持った市中病院で行われる場合が多い。
この解剖に関する知識体系は、解剖学ではなく病理学である。

### 社会的要請による解剖
司法解剖、行政解剖がこれに当たる。前者は大学の医学部または医科大学の法医学教室が担当し、犯罪に関与すると思われる死体を対象とする。後者は監察医または監察医制度の置かれていない地方では大学の法医学教室が担当し、病院で亡くならずに、また犯罪にも関与しない死体を対象とする。例外的に、東京の監察医務院では司法解剖に分けられる異状死体についても検案の対象としている。
この解剖に関する知識体系は、解剖学ではなく法医学である。

## 解剖の歴史

### 西洋における解剖の歴史

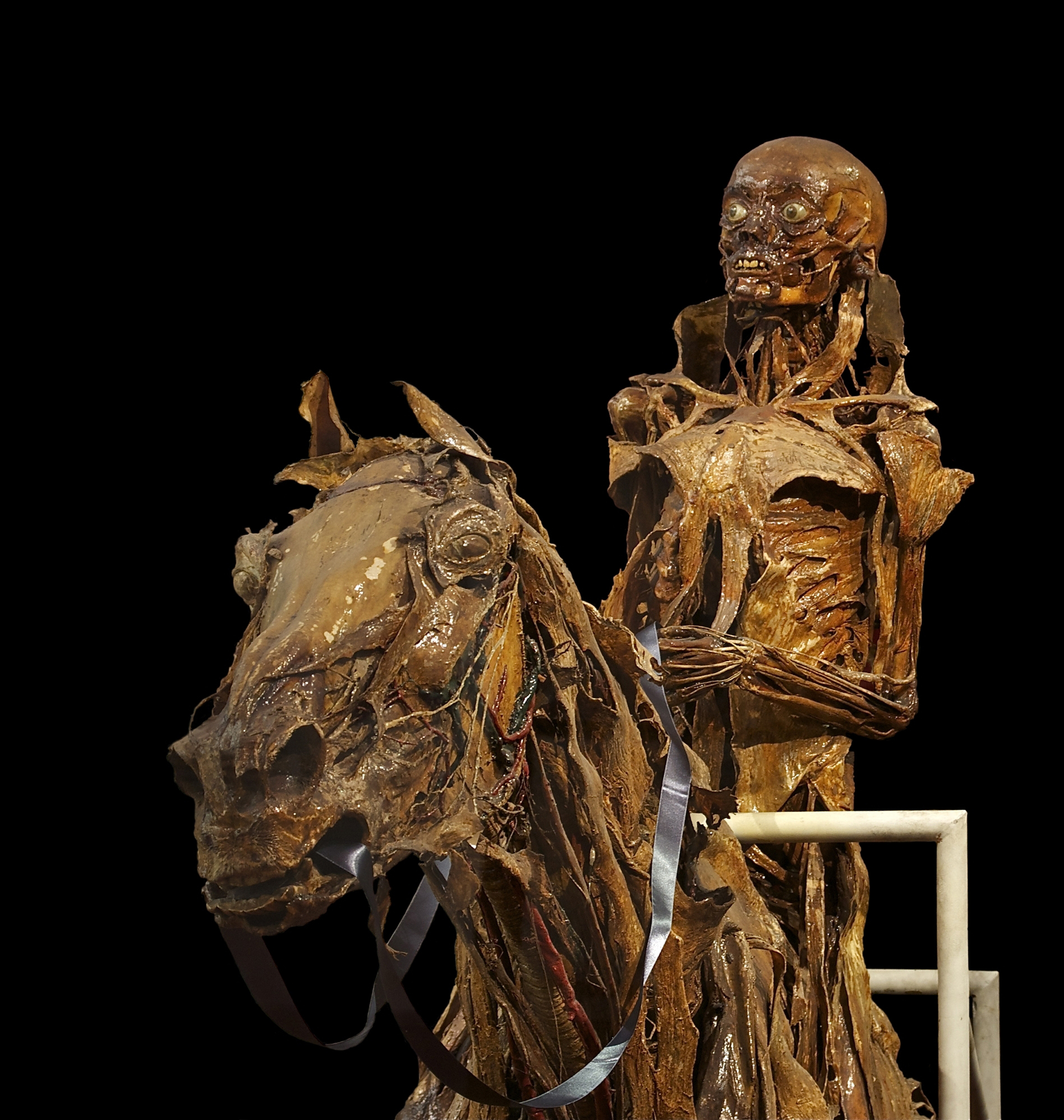
フラゴナール博物館。18世紀フランスの解剖学者フラゴナールによるエコルシェのコレクション所蔵

解剖の歴史は古く、紀元前3500年頃に古代エジプトで記述され、紀元前1700年頃に写筆されたエドウィン・スミス・パピルスには頭蓋縫合や脳表面の状態といったことが事細かに記述されており、この時代にはすでに人体解剖が行われていたと推測されている。
古代ギリシャの哲人であるヒポクラテスが、ヤギの頭を切り開いて脳を調べた他、様々な解剖学についての記述が、ヒポクラテスの弟子が編纂した「ヒポクラテス著作集」に記述されている。
またその100年ほど後、アレキサンドリアの医師であったヘロフィロスが人体解剖を行ったと言われている。
しかし、宗教的・道徳的見地から病理解剖も非人間的な行為と考えられるようになり、従来の定説では人体の解剖は厳しく禁じられるに至ったといわれている。古代における医学の集大成をなしたガレノスは数多くの解剖を行ったが、人体解剖が禁じられていたためにブタやサル、ヤギなどの動物を解剖せざるを得ず、人体からかけ離れた知識も残存していた。ただし、例えばローマ教皇ボニファティウス8世は1300年に解剖を涜聖罪に定めたが、直接解剖行為を禁止したものではなく宗教的見地から遺体の地上への放置等を禁じた内容だったといわれている。
再び解剖学が活発な動きを見せたのはルネサンス期である。1500年代に入るとボローニャ大学で体系立てた解剖学の研究が始められ、1543年、パドヴァ大学のアンドレアス・ヴェサリウスは実際に解剖して見たものを詳細に著した“De humani corporis fabrica”（人体の構造）を出版し、近代解剖学の基礎を築いた。
18世紀にはパリ大学でもウィーン大学でも解剖の講義が実施されていた。ただし、これが臨床医学の基礎となる病理解剖学に位置づけられるものかは更なる考察が必要とされている。
病理解剖学と臨床医学が結び付くのはマリー・フランソワ・クサヴィエ・ビシャなどの相互調整の結果であり19世紀以後のことである。
サミュエル・トマス・フォン・ゼンメリンクは、最初にドイツ語で（1791–1796）、次にラテン語で（1794–1800）、解剖学の体系書を公表した。1800年から1801年にドイツ語第２版が刊行され、さらに1841年から1844年にかけて全8巻からなる改訂版が刊行された。
ザビエル・ビシャの「一般解剖学」は、解剖学の歴史における記念碑としての価値がある。解剖学としては、明確かつ自然な配置、正確で精密な説明などの特徴がある。生理学としては、一般的に正しく、しばしば斬新な観察を反映している。ビシャは第3巻の編集中に亡くなり、その後、PJ RouxとMFR Buissonが編集を継続し、完成した。
ヘンリー・グレイは、ロンドンにあるセント・ジョージ病院の解剖学者、外科医であり、「グレイ解剖学」を刊行した。画家として才能があるヘンリー・ヴァンダイク・カーターの助力で、グレイは医学生のために安価でアクセスしやすい解剖学の教科書を作成した。 1832年にイギリスで制定された解剖法は身寄りのない遺体の解剖を容認するので、解剖法に基づいて、死体安置所の遺体を18ヶ月に渡って解剖した。「グレイの解剖学」は1858年に最初に出版された。 

#### 社会的背景
医学及び医療の発展に伴って、大学医学部で解剖実習に使用される遺体の需要が増大した。19世紀以前は、処刑された犯罪者の遺体が解剖されることがほとんどであり、まれに親族から提供された遺体が解剖された。というのは、当時の西欧社会では、死後に遺体が解剖されることは、死よりも悪い運命と考えられていた。
1752年にイギリスで制定された「殺人法」では、殺人事件の被告人の遺体を死後に解剖して医学の発展に貢献することが認められた。被告人が絞首刑になった後、絞首台から遺体を下ろすときに医学生が立ち会い、誰が遺体の解剖を行うかを議論したものであるが、解剖医は死刑執行人と同様に恐れられていた。

#### 死体泥棒
19世紀前半までは、イギリス、米国などで解剖用遺体が不足していたので、墓地に埋葬された遺体が盗まれて、解剖されることがあった。死体泥棒という行為は、広く恐怖と反感を引き起こしたのだが、更に、解剖の対象となる恐ろしさが加味された。

#### 殺人事件
1827年から1828年にかけてスコットランドの首都、エディンバラでウェストポート殺人事件が起きた。即ち、人体解剖に適した人が殺され、その遺体が売られた。この殺人事件が契機となって、1832年にイギリスで解剖法が制定され、ようやく十分な数の解剖用遺体が供給される制度が整備された。

### 日本における解剖の歴史
日本の歴史において最初の人体解剖は『日本書紀』第十四巻にある、雄略天皇の命によって行われた稚足姫皇女の解剖とされる。ただしこれは一種の法医解剖であり、系統的な解剖ではなかった。その後、701年に成立した大宝律令では解剖の禁止が明文化されたと言われているが、原文は残存していないため詳細は不明である。
その後の日本史において、解剖が行われたのは江戸時代になってからのことである。京都の医学者山脇東洋は、人体の解剖が医学にとって不可欠であると考え、師の後藤艮山に相談した。後藤はこの時「腑分は官の制するところにて（解剖は幕府が決めること）」という回答を行ったが、幕府が明示的に解剖を禁止した法令は確認されていない。ともかく山脇は当局の許可を得、宝暦4年（1754年）閏2月7日に京都の刑場で刑死者の解剖を行った。山脇はこの成果をまとめ、『蔵志』として出版した。これに対して佐野安貞・吉益東洞・田中愿仲・福岡貞亮といった医者たちは、「腑分無用論」を唱えて山脇を批判したが、幕府関係者からの批判はなかった。

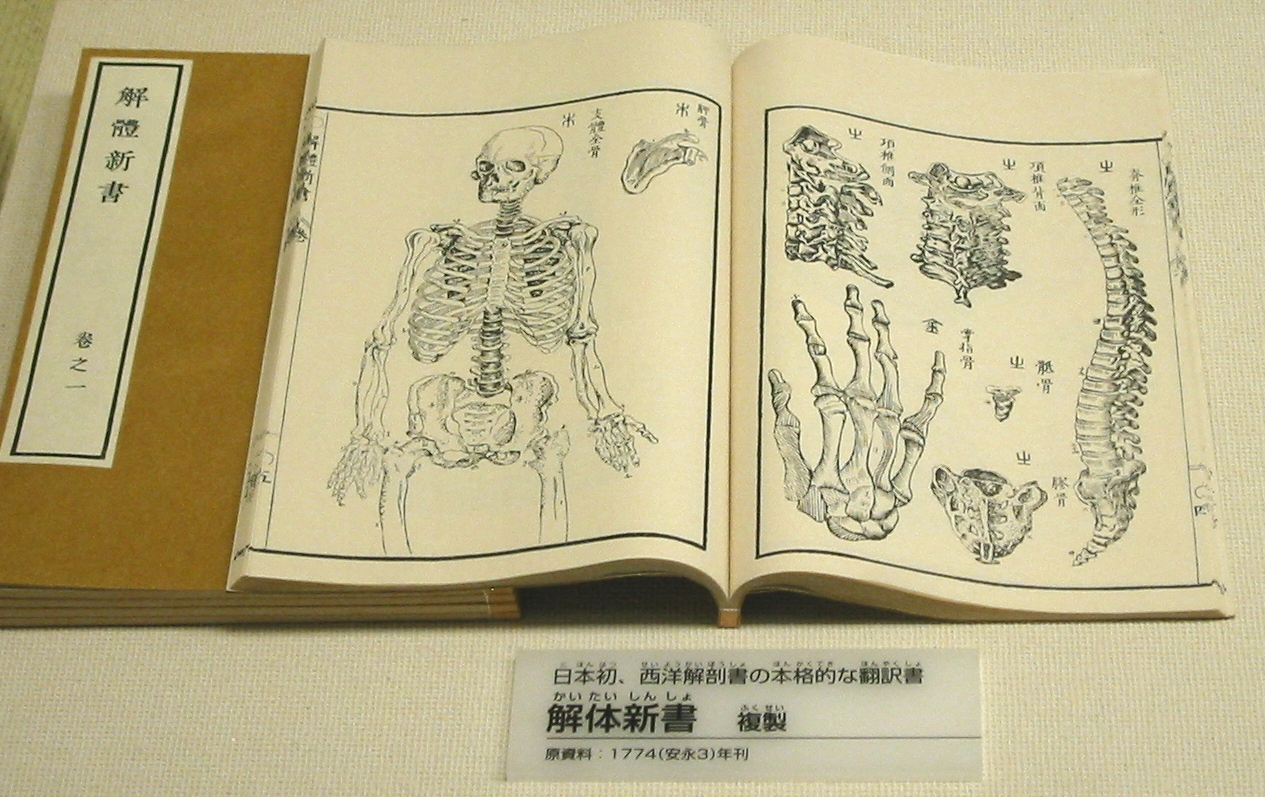
『解体新書』（複製）
国立科学博物館の展示

その後、明和4、5年（1767年、1768年）には東洋の子の玄侃が、7年（1770年）に荻野元凱、河田信任などが、刑屍を解剖した。明和8年（1771年）3月4日前野良沢、杉田玄白などが小塚原で解剖を行なった。前野らはこれを機に西洋医学書『ターヘル・アナトミア』の翻訳作業をはじめることとなり、『解体新書』の完成につながったことは『蘭学事始』などに詳しい。寛政5年（1793年）に晁俊章が、8年（1796年）に柚木太淳が、10年（1798年）施薬院三雲が、刑屍の解剖を行なって記録を残した。呉秀三によれば、山脇東洋の宝暦4年（1754年）の解剖から、田代万貞、半井仲庵などが文久元年（1861年）福井で行なった解剖まで、記録に残された解剖は34例であったという。
解剖が系統的に行なわれる様になったのは明治3年（1870年）以後である。長谷川泰、石黒忠悳らは大学東校から解剖のことを弁官に申請し、裁可を得た。すなわち同年10月20日付の申請に対して即日、「可為伺之通事」という裁可があった。同月27日に清三郎の死体が第一号として解剖され、12月までに52体集まった。その中には雲井龍雄の死体もあった。また、明治2年（1869年）に田口和美により井上美幾女の死体が解剖された事があり、その墓は東京白山の念速寺にある。

## 学校教育について
一部の学校や学校の生物部連盟では解剖実習が行われているが、小中学校での実技的解剖の授業はあまり行われなくなった。
その大きな理由として、生徒の解剖に対するイメージの低さ、また「気持ち悪い」「血を見たら吐いてしまう」などということも関係している。
この解剖に対しては様々な意見があり、賛成意見としては「解剖をやることによって生命の大切さや動物の内臓構造がわかる」などという意見と、それとは逆の「解剖をやることは生命の冒涜だ」などという意見もある。
解剖というものはマウスなどだけではなく、市販の魚類や軟体動物類、甲殻類などでも行うことができる。
最近の解剖ではフナやカエルなどを解剖することが少なくなってきている。